# Tizi Mahdi
Tizi Mahdi (em árabe: دميات) é uma comuna localizada na província de Médéa, Argélia. De acordo com o censo de 2008, a população total da cidade era de 2 655 habitantes.